# 핀발트

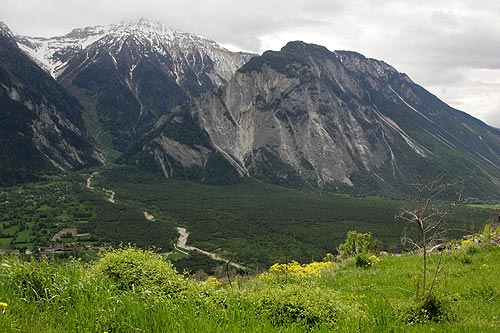
핀발트

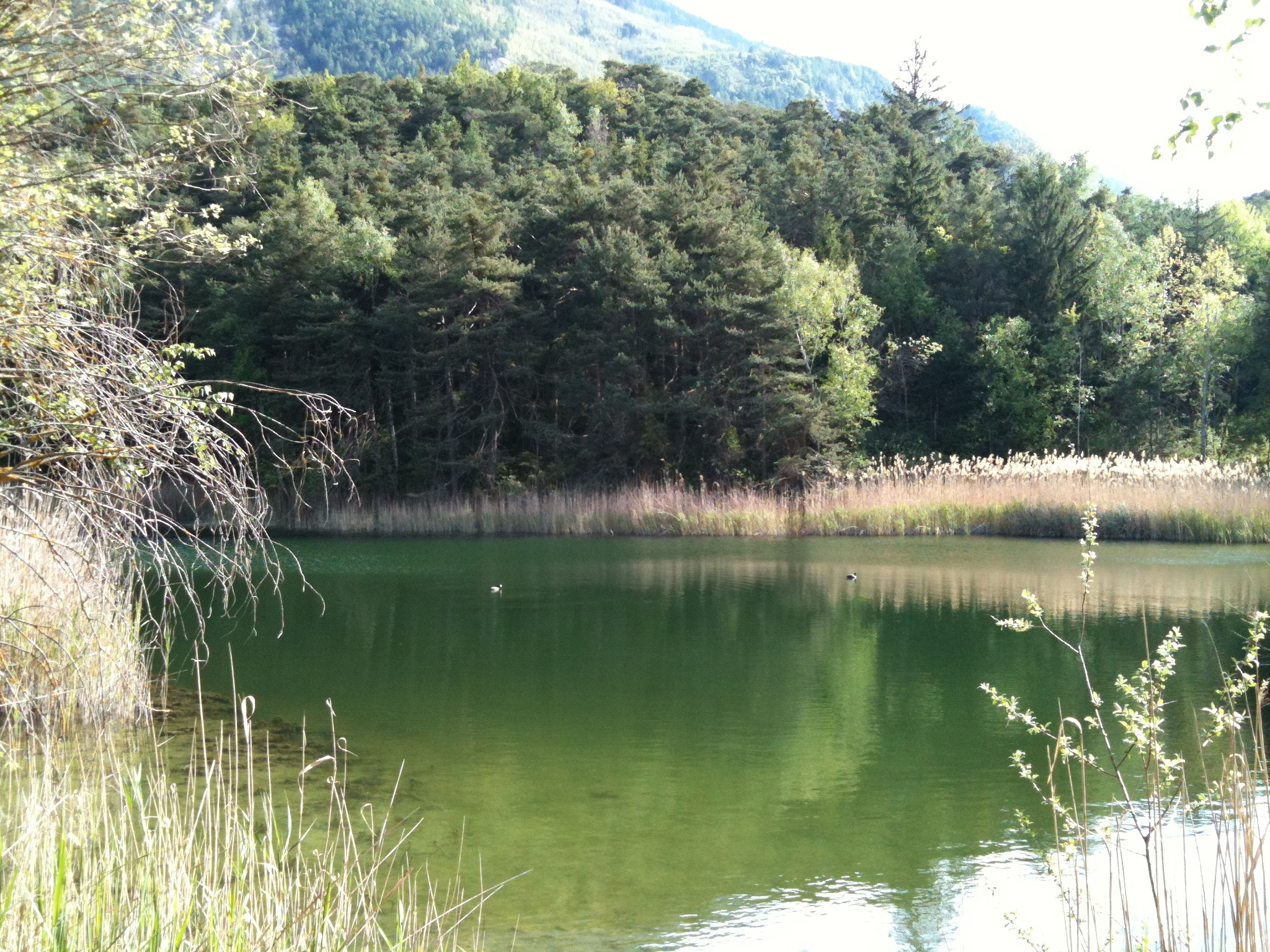
핀발트의 연못

핀발트(독일어: Pfynwald [ˈpfiːnˌvald][*], 프랑스어: forêt de Finges 또는 bois de Finges)는 알프스산맥에서 가장 큰 인접 소나무 숲 중 하나이며 동시에 국가적으로 중요한 자연 보호 구역으로 스위스 발레주의 로이크와 시에르 사이에 펼쳐져 있다.
이름은 라틴어 ad fines(경계에서)와 pinus (소나무)에서 유래되었다.
과거에는 산적들이 숲에서 분탕질을 쳤기 때문에 이 지역은 두려운 곳이었다. 그래서 상인들과 여행자들은 살게쉬와 바렌을 거쳐 깊은 달라 협곡을 넘어 로이크로 가는 길을 선호했다.
이 지역은 1992년부터 연방법의 보호를 받고 있으며, 스위스에서 마지막으로 손대지 않은 강가 풍경 중 하나를 보유하고 있다. 론강은 약 7km의 길이에서 자유롭게 구불구불하게 흐르고 있다. 자연 보호 구역의 서쪽 부분에는 선사 시대 암석 폭포, 충적 퇴적물 및 연못이 있다. 공원 한가운데에 있는 개간소에는 장원이 있다. 그곳의 기원은 서기 1000년으로 거슬러 올라간다. 그리고 1799년 프랑스군을 상대로 반란을 일으킨 상부 발레인들의 전투를 기념하는 기념물이 있다.
오늘날 환경 보호 단체는 이 자연을 돌보고 있다. 자연 산책로는 핀발트 보호 지역에서 가장 흥미로운 장소로 이어지며, 동식물과 그들이 취하는 보호 조치에 대한 정보를 제공한다. A9 고속도로의 계획된 부분은 대부분 지하에 있는 핀발트를 통과해야 한다. 핀발트 숲을 통해 바로 건설된 론베르크 AG 운하는 가파르고 매끄러운 콘크리트벽이 운하의 물을 사람과 동물에게 위험하게 만들기 때문에 지역 주민, 보행자 및 환경 운동가로부터 맹렬한 비판을 받았다.
핀발트는 프랑스어권 하부 발레와 독일어로 의사소통하는 상부 발레 사이의 언어 경계이다.